# Виборчий округ 136
Виборчий округ 136 — виборчий округ в Одеській області. В сучасному вигляді був утворений 28 квітня 2012 постановою ЦВК №82 (до цього моменту існувала інша система виборчих округів). Окружна виборча комісія цього округу розташовується в будівлі Пересипської районної адміністрації Одеської міської ради за адресою м. Одеса, просп. Добровольського, 106.
До складу округу входять частини Хаджибейського (мікрорайони Хлібне містечко та Селище Зор) і Пересипського (окрім території прилеглої до вулиці Луцької) районів міста Одеса. Виборчий округ 136 межує з округом 135 на південному сході, з округом 134 на півдні, з округом 140 на заході, з округом 139 на півночі та обмежений узбережжям Чорного моря на сході. Виборчий округ №136 складається з виборчих дільниць під номерами 511219, 511221, 511340-511365, 511374-511434 та 511448.

## Народні депутати від округу
| Ім'я                            | Фото | Партія               | Скликання | Дата набуття повноважень | Дата припинення повноважень |
| ------------------------------- | ---- | -------------------- | --------- | ------------------------ | --------------------------- |
| Труханов Геннадій Леонідович    |      | Партія регіонів      | 7-ме      | 12 грудня 2012           | 27 листопада 2014           |
| Голубов Дмитро Іванович         |      | Блок Петра Порошенка | 8-ме      | 27 листопада 2014        | 29 серпня 2019              |
| Горенюк Олександр Олександрович |      | Слуга народу         | 9-те      | 29 серпня 2019           |                             |

## Результати виборів

### Парламентські

#### 2019
Кандидати-мажоритарники:
- Горенюк Олександр Олександрович (Слуга народу)
- Голубов Дмитро Іванович (самовисування)
- Шульц Валентина Вікторівна (Європейська Солідарність)
- Веселов Сергій Робертович (Батьківщина)
- Бичков Ігор Борисович (Сила людей)
- Воропаєва Ірина Анатоліївна (самовисування)
- Вагапов Андрій Володимирович (Патріот)
- Гончаренко Денис Геннадійович (Циганська партія України)
- Добровольська Ганна Володимирівна (самовисування)
- Горбачов Станіслав Леонідович (Інтернет партія України)
- Терешонков Віталій Володимирович (самовисування)

#### 2014
Кандидати-мажоритарники:
- Голубов Дмитро Іванович (Блок Петра Порошенка)
- Страшний Сергій Анатолійович (самовисування)
- Сомов Олександр Олегович (Народний фронт)
- Макаренко Максим Миколайович (Сильна Україна)
- Шевцов Олександр Володимирович (Комуністична партія України)
- Разумний Сергій Іванович (Опозиційний блок)
- Гузь Олександр Вікторович (самовисування)
- Троц Анатолій Степанович (Батьківщина)
- Окуєва Аміна Вікторівна (самовисування)
- Гофман Євген Петрович (самовисування)
- Скобленко Валентин Анатолійович (самовисування)
- Лосєв Ігор Володимирович (самовисування)
- Карпенко Олександр Павлович (самовисування)
- Шинкаренко Віталій Миколайович (самовисування)
- Горя Анастасія Валеріївна (самовисування)
- Пилипенко Віталій Володимирович (Соціально-Християнська партія)
- Пшенична Яна Валентинівна (самовисування)
- Убірія Вахтангі Шалвович (самовисування)
- Іваницький Юрій Пантелійович (самовисування)
- Мантеєв Олександр Михайлович (самовисування)
- Заноза Микола Олександрович (самовисування)
- Могорян Іван В'ячеславович (самовисування)
- Іонов Петро Петрович (самовисування)
- Серпокриленко Дмитро Олегович (самовисування)

#### 2012
Кандидати-мажоритарники:
- Труханов Геннадій Леонідович (Партія регіонів)
- Сомов Олександр Олегович (Батьківщина)
- Братчук Сергій Борисович (УДАР)
- Вареничев Володимир Миколайович (Комуністична партія України)
- Бовбалан Сергій Іванович (самовисування)
- Азаров Вячеслав Валентинович (Союз анархістів України)
- Костенко Ольга Василівна (самовисування)
- Локайчук Валерій Федорович (самовисування)
- Акімова Ірина Валентинівна (самовисування)
- Єсенович Ірина Ігорівна (самовисування)
- Лашманов Володимир Іванович (самовисування)
- Боріна Ірина Миколаївна (самовисування)
- Білецький Олег Валерійович (самовисування)
- Аверкієва Наталя Віталіївна (самовисування)
- Бакутін Олег Ігоревич (самовисування)
- Атанасов Віталій Георгійович (самовисування)
- Векю Олександр Семенович (самовисування)
- Дубіненко Сергій Іванович (самовисування)
- Биковський Юрій Петрович (самовисування)
- Васильченко Олег Вячеславович (самовисування)
- Бизу Вадим Степанович (самовисування)
- Гливий Юрій Дмитрович (самовисування)

## Явка
Явка виборців на окрузі: